# فأر أرضي اللون
فأر أرضي اللون (الاسم العلمي: Mus terricolor) (بالإنجليزية: Earth-Colored mouse)‏ هو نوع من الحيوانات يتبع جنس الفأر من الفصيلة الفأرية.